# Hydropsyche volitans
Hydropsyche volitans är en nattsländeart som beskrevs av Luisa Eugenia Navas 1924. Hydropsyche volitans ingår i släktet Hydropsyche och familjen ryssjenattsländor. Inga underarter finns listade i Catalogue of Life.